# 甘露 (呉)
甘露（かんろ）は、三国時代、呉の末帝孫晧の治世に行われた2番目の元号。
265年 - 266年。

## 出来事
- 元年4月：瑞兆により元興2年を甘露と改元。
- 2年8月：宝鼎と改元。

## 西暦・干支との対照表
| 甘露 | 元年  | 2年   |
| 西暦 | 265年 | 266年 |

## 他元号との対照表
| 甘露 | 元年  | 2年    |
| 魏   | 咸熙2 | -      |
| 西晋 | -     | 泰始元 |